# فلات یوغرطه
فلات یوغرطه (انگلیسی: Jugurtha Tableland)، تخت‌تپه‌ای در نزدیکی شهر قلعه سنان در کشور تونس امروزی است. این نام برگرفته از نام پادشاه نومیدیا ژوگورتا است که در طول نبرد با روم بین سال‌های ۱۰۷ تا ۱۰۵ قبل از میلاد، پیش از شکست در مقابل آنان به این مکان پناه آورده بود. در بالای آن قلعه‌ای وجود دارد که در دوره‌های مختلف تاریخی مورد استفاده قرار می‌گرفت و همچنین بقایایی از دوران ماقبل تاریخ مانند میزسنگ‌ها نیز قابل مشاهده است. از نظر زمین‌شناسی، این سازند نمونه‌ای از نقش برجسته معکوس است که فرآیندهای فرسایش را نشان می‌دهد.